# Keep It Together
Singles de Madonna
Dear Jessie
(1989) Vogue
(1990)
Pistes de Like a Prayer
Oh Father
(8) Spanish Eyes
(9)
Keep It Together est une chanson de l'artiste américaine Madonna issue de son quatrième album studio, Like a Prayer. Elle sort en single le 30 janvier 1990 sous le label Sire Records et est le sixième et dernier single de l'album. En Australie, elle figure en face B du single de Vogue mais ne sort pas au Royaume-Uni car Dear Jessie est envoyée sur le marché à la place. Écrite et produite par Madonna et Stephen Bray, Keep It Together parle de la relation de Madonna avec ses frères et sœurs et rend hommage au groupe funk et soul Sly and the Family Stone. Keep It Together a un rythme et un groove entraînants et se compose de percussions, banjo et conga. Les paroles évoquent l'impact qu'a eu sa famille dans la vie de Madonna.
Keep It Together reçoit des critiques mitigées et est comparée à la chanson We Are Family de Sister Sledge. La chanson rencontre un succès commercial en atteignant la huitième place des Billboard Hot 100 et hit-parade canadien tout en étant numéro un du hit-parade dance américain. En Australie, elle est numéro un avec Vogue. Madonna interprète Keep It Together uniquement lors du Blond Ambition Tour. Elle est la dernière chanson du concert et la prestation s'inspire du film de science-fiction Orange mécanique et comporte une introduction de la chanson Family Affair par Sly and the Family Stone.

## Genèse
Quand Madonna commence à travailler sur Like a Prayer, elle est dans un état dépressif, à la suite notamment de son divorce avec Sean Penn, la trentaine et les mauvaises critiques sur sa pièce de théâtre. Elle a déjà quelques idées qui pourraient être la direction musicale de l'album. Cependant, elle comprend que son public est de plus en plus nombreux. Ayant le besoin de faire quelque chose de différent, Madonna veut que le son de son nouvel album indique ce qui est populaire dans la musique mondiale. Cependant, en tant que chrétienne, elle se sent coupable de l'échec de son mariage. « Une fois que vous êtes catholique, vous êtes à jamais catholique », dit-elle, « Je ne pourrais pas renier mon passé, ni m'apaiser ». Étant triste de ce qui lui arrive, sa famille, son père et sa fratrie lui manque. Elle se confesse à Becky Johnston de Interview :
« Je ne me sentais jamais proche de quelqu'un de ma famille quand j'étais petite. Je me sentais comme une étrangère dans ma propre maison. Je ne me sentais jamais proche de mes frères plus âgés, c'était juste des frères ordinaires qui m'embêtaient tout le temps. Et je ne me sentais pas proche de mes sœurs. Il y avait beaucoup de compétition dans notre famille, et j'étais toujours en concurrence pour avoir l'attention de mon père, et donc je travaillais dur à l'école. J'étais une très bonne élève et ils me détestaient tous car j'essayais d'améliorer ma position au niveau des yeux de mon père quelles que soient les choses que j'apprenais à l'école. Quand je suis devenue un peu plus vieille – quand j'étais à l'université et que je commencé à danser sérieusement – je disais que j'étais proche de mes frères. Mon grand frère m'a ouvert les yeux sur un tas de choses et je ne le voyais plus comme mon grand frère terrifiant. Et mon petit frère voulait danser avec moi. »
Alors que Madonna considère ses idées, les producteurs Patrick Leonard et Stephen Bray font plusieurs pistes instrumentales pour les lui présenter. La chanson sort en tant que sixième et dernier single de l'album le 30 janvier 1990 sous le label Sire Records. En Australie, elle est la face B du single de Vogue mais ne sort pas au Royaume-Uni à l'instar de Dear Jessie qui est le cinquième single.

## Structure musicale
Keep It Together est une chanson funk et pop avec un rythme et un groove entraînants. Selon Sal Cinquemani de Slant Magazine, elle s'influence de la piste Family Affair de Sly and the Family Stone. La chanson débute par un slap et des basses synthétisées tandis que Madonna chante « Keep, keep it together, keep people together forever and ever ». Le premier couplet commence et une guitare se met à accompagner Madonna qui est soutenue par des percussions et un banjo. Vers la fin du second refrain, Madonna prononce : « Brothers and sisters, They hold the key, To your heart and your soul, Don't forget that your family is gold », alors que le son des percussions est atténué et qu'un mixage audio d'une batterie et d'une conga retentit. La chanson se termine avec le même groove en fondu. Keep It Together est produite par Madonna et Bray, tandis que Paulinho da Costa est aux percussions, David Boruff et Steven Madaio sont aux cuivres, Bill Bottrell est l'ingénieur du son et Chester Kamen joue les guitares. Le musicien Prince joue de la guitare dans Keep It Together. D'après la partition publiée par Hal Leonard Corporation, Keep It Together a une mesure en 4/4 et un tempo de 104 pulsations par minute. Elle est composée dans la tonalité de Ré mineur et la voix de Madonna s'étend entre les notes Si3 et Ré5. La chanson suit la progression d'accords Do mineur, La mineur, Do mineur, La mineur et Si.
Selon Rikky Rooksby, auteur de The Complete Guide to the Music of Madonna, bien que Keep It Together rende soniquement hommage à Sly and the Family Stone, les paroles évoquent la réalisation de l'importance de la famille de Madonna comme forme de stabilité et notamment dans les lignes : « Brothers and sisters, They've always been there for me, We have a connection, Home is where the heart should be ». Les paroles suivent l'ascension de Madonna depuis la « sœur avide » (« I'm gonna leave this place, So I can forget every single hungry face ») à la star mondiale (« I hit the big time but I still get the blues, Everyone's a stranger, City life can get to you »).

## Accueil

### Critique
« Keep It Together est incroyable, Madonna reprend simplement We Are Family de Sister Sledge, un concept que personne ne prévoyait et le fait qu'elle a renié plusieurs membres de sa famille donne cela, devrions-nous dire, une nuance intéressante de l'ironie ».
Mark C. Taylor, auteur de Nots: Religion and Postmodernism, trouve que Keep It Together est « un cas frappant d'une invocation répété des valeurs familiales ». Il pense que la préoccupation de Madonna est la mort de sa mère et son obsession du catholicisme transférée dans sa fascination pour la famille qui est reflétée dans la chanson. Carol Benson, un des auteurs de The Madonna Connection, croit que la chanson est réussie en affirmant la nécessité des liens familiaux. J. Randy Taraborrelli, auteur de Madonna: An Intimate Biography décrit la piste comme « une comédie rapide sur les essais et les malheurs mais aussi les joies d'avoir une famille ». Martha Bayles, auteur de Hole In Our Soul, pense que Keep It Together manque de devenir un hymne sur l'engagement émotionnel à cause de l'aspect funk de la chanson. Christopher Anderson, auteur de Madonna, Unauthorized proclame que la piste est un numéro un digne de ce nom et complimente le thème de l'allégeance de la famille malgré la tourmente et les dissensions qu'elle produit. Lucy O'Brien, auteur de Madonna: Like an Icon la décrit comme une « méditation optimiste du pouvoir de la fratrie ». O'Brien pense que l'objectif derrière la chanson est de présenter une image simple et accueillante des frères et sœurs jouant ensemble, et le besoin de Madonna de restaurer les relations, qui sont devenues stressantes et lointaines dans sa vie.
Edna Gunderson de USA Today écrit que Keep It Together évoque « un groove R&B » qui réussit à diversifier le contenu de Like a Prayer. Inversement, Ian Blair de Chicago Tribune pense que le tempo différent s'éloigne du contenu de l'album. Blair ajoute que la chanson « frappe un groove qui est l'un des plus funky que Madonna aient faits ». Scott Benarde de The Palm Beach Post dit qu'il s'agit d'un des moments les plus « torrentielles » de l'album. Andy Goldberg de The Jerusalem Post pense qu'elle est l'un des points forts de l'album et complimente les paroles. Bruce Britt de Boca Raton News pense que Keep It Together est l'une des chansons de l'album qui montrent l'approche personnelle de Madonna.
Joe Levy de Spin observe que Keep It Together est un « disco efféminé » qui s'inspire de la chanson We Are Family de Sister Sledge et Into the Groove. Levy conclut en disant que c'est la seule « grande » chanson dance de Like a Prayer. Stephen Holden de The New York Times trouve que la chanson ressuscite le style pop-funk nerveux et l'optimisme hippie de Sly and the Family Stone. J. D. Considine de Rolling Stone estime que Keep It Together fait le portrait d'une « invocation impressionnante de l'importance de la famille ». Considine pense que comme la nature confessionnale des chansons de Like a Prayer évoque des émotions fortes à l'auditeur, Keep It Together pourrait probablement sembler presque banale par comparaison. Stephen Thomas Erlewine d'AllMusic pense que la chanson constitue la musique funk.

### Commercial
Aux États-Unis, Keep It Together débute à la 56e place du Billboard Hot 100 le 3 février 1990. La semaine suivante, elle atteint la 41e place et devient l'une des ascensions les plus importantes. Elle grimpe jusqu'à la huitième place le 31 mars 1990. Les semaines suivantes, Keep It Together redescend rapidement alors que Vogue commence à être massivement diffusée. Sa dernière apparition dans le hit-parade remonte au 28 avril 1990 où elle est 83e et dans sa treizième semaine. En dehors du Hot 100, Keep It Together est numéro un du Hot Dance Music/Club Play et atteint la 66e position du Hot R&B/Hip-Hop Songs. Trois mois après sa sortie, elle est certifiée disque d'or par la Recording Industry Association of America (RIAA) pour la vente de 500 000 exemplaires. Au Canada, la chanson débute à la 85e place du hit-parade le 10 février 1990 et atteint la huitième position au bout de huit semaines. Keep It Together est présente dans le hit-parade pendant quinze semaines et est à la 86e du classement annuel de 1990.
En Australie, Keep It Together est classée dans le hit-parade avec Vogue. Elle débute à la 19e position et est numéro un la semaine suivante pour y rester cinq semaines consécutives. La chanson reste dans le classement pendant 35 semaines et est à la troisième place du hit-parade annuel de 1990,. Elle est certifiée double disque de platine par l'Australian Recording Industry Association (ARIA) pour la vente de 140 000 exemplaires. Après sa sortie au Japon, Keep It Together apparaît deux semaines dans le classement Oricon et atteint la cinquième place. Au Royaume-Uni, elle ne sort pas en single car Dear Jessie est choisie à la place.

## Interprétation scénique

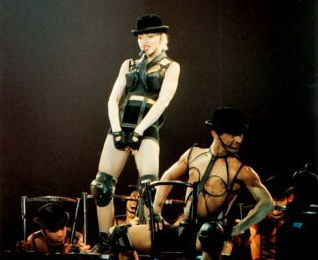
Madonna interprétant Keep It Together lors du Blond Ambition Tour.

Madonna interprète la chanson lors du Blond Ambition Tour à la fin du concert. La prestation s'inspire du film Orange mécanique et commence par l'introduction de la chanson Family Affair de Sly and the Family Stone,. Madonna porte un ensemble noir avec une veste, un soutien-gorge cônique, un short moulant, des genouillères et un chapeau melon. Son ensemble est un clin d'œil à l'actrice Liza Minnelli dans le film Cabaret. La prestation débute avec ses danseurs qui apparaissent sur scène avec des chaises. Madonna apparaît sur scène et commence à faire des pompes. Elle commence à chanter Family Affair et au milieu de la chanson, elle passe à Keep It Together. Durant la partie intermédiaire, ses danseurs et elle exécutent une chorégraphie avec les chaises. À la fin, tous les musiciens, danseurs et collaborateurs viennent dire au revoir à Madonna. Quand le dernier musicien arrête de jouer et disparaît sous la scène, la chanteuse reste seule sur scène et répète « Keep people together forever and ever ».
Lors d'une interview pour Stephen Holden de The New York Times, elle explique la prestation : « Finalement, quand vous pensez que je termine le concert avec une note joyeuse, j'arrive avec ma famille pour refaire Bob Fosse dans Orange mécanique sur Keep It Together. C'est la déclaration ultime du concert sur la famille car on se brutalise mutuellement même s'il n'y a aucun doute que l'on s'aime tous ». Lynne Layton complimente la prestation en disant que : « Sa double attitude au matérialisme, féminité et toute autre chose, explique que la prestation ne montre pas Madonna tout contrôler mais qu'elle est ouverte aux pours et aux contres de la vie familiale et fait écho aux expériences de beaucoup ». Inversement, Allan Metz dit que même si la prestation est bien chorégraphiée, le sentiment global est entaché à cause des propres « lacunes » de la chanson. Greg Kot de Chicago Tribune pense que la référence à Family Affair souligne le thème « la maison est l'endroit où le cœur est » de Keep It Together. Deux prestations différentes sont disponibles dans les vidéos Blond Ambition – Japan Tour 90, filmée à Yokohama le 27 avril 1990 et Live! – Blond Ambition World Tour 90, filmée à Nice le 5 août 1990. Elle apparaît également dans le documentaire In Bed with Madonna.

## Versions
| Vinyl 45 tours américain 1. Keep It Together (12" Remix) – 7:50 2. Keep It Together (Dub version) – 7:00 3. Keep It Together (12" Extended Mix) – 7:20 4. Keep It Together (12" Mix) – 6:50 5. Keep It Together (Bonus Beats) – 3:27 6. Keep It Together (Instrumental) – 5:52 CD single américain 1. Keep It Together (Single Remix) – 4:32 2. Keep It Together (12" Remix) – 7:50 3. Keep It Together (12" Mix) – 6:50 4. Keep It Together (12" Extended Mix) – 7:20 5. Keep It Together (Instrumental) – 5:52 | Vinyl 33 tours et cassette américain, 1. Keep It Together (Single Remix) – 4:32 2. Keep It Together (Instrumental) – 5:52 CD maxi-single japonais 1. Cherish (Extended Version) – 4:45 2. Keep It Together (12" Remix) – 7:50 3. Keep It Together (Dub version) – 7:00 4. Keep It Together (12" Extended Mix) – 7:20 5. Keep It Together (12" Mix) – 6:50 6. Keep It Together (Bonus Beats) – 3:27 7. Keep It Together (Instrumental) – 5:52 |

## Crédits
- Madonna – auteur, producteur, chant
- Stephen Bray – auteur, producteur
- Paulinho da Costa – percussions
- David Boruff – cuivres, cordes
- Steven Madaio – cuivres
- Bill Bottrell – ingénieur du son, mixage
- Chester Kamen – guitares
- Prince – guitare basse

Crédits issus de l'album Like a Prayer.

## Classements et certifications
| Pays                                 | Position | Certification |
| ------------------------------------ | -------- | ------------- |
| Australie (avec Vogue)               | 1        | 2 × Platine   |
| Canada                               | 8        | –             |
| Italie                               | 16       | –             |
| Japon                                | 5        | –             |
| États-Unis Billboard Hot 100         | 8        | Or            |
| États-Unis Hot Dance Music/Club Play | 1        | Or            |
| États-Unis Hot R&B/Hip-Hop Songs     | 66       | Or            |

| Pays                                 | Position | Année | Période   |
| ------------------------------------ | -------- | ----- | --------- |
| Australie                            | 3        | 1990  | 1989-1990 |
| Canada                               | 85       | 1990  | 1989-1990 |
| États-Unis Hot Dance Music/Club Play | 28       | 1990  | 1989-1990 |

## Compléments